# تاریخ اندیشه سیاسی کیمبریج
تاریخ اندیشه سیاسی کمبریج (به انگلیسی: The Cambridge History of Political Thought) مجموعه ای از کتاب های تاریخی است که توسط انتشارات دانشگاه کمبریج منتشر شده است که تاریخ اندیشه سیاسی غرب را از دوران باستان کلاسیک تا قرن بیستم پوشش می دهد.
جی جی اِی پوکاک اشاره کرده است که جلد این مجموعه درباره دوران اولیه مدرن بر درک خاص، "منسجم و به طور خاص لاتین و غربی" از اندیشه سیاسی تمرکز دارد.

## منبع
- مشارکت‌کنندگان ویکی‌پدیا. «The Cambridge History of Political Thought». در دانشنامهٔ ویکی‌پدیای انگلیسی، بازبینی‌شده در ۲۰۲۴-۰۸-۱۱.